# Tętnica sromowa wewnętrzna

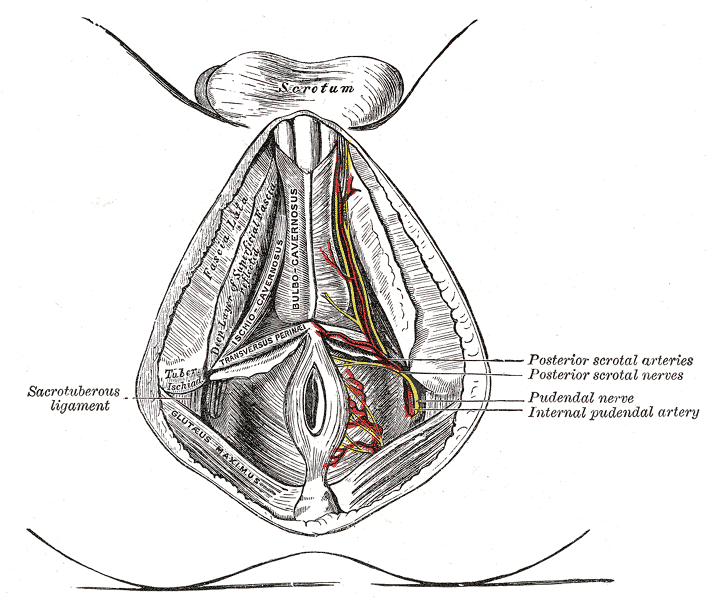
Gałęzie powierzchowne tętnicy sromowej wewnętrznej u mężczyzny

Tętnica sromowa wewnętrzna (łac. arteria pudenda interna) – w anatomii człowieka tętnica będąca gałęzią tętnicy biodrowej wewnętrznej. Na ogół stanowi jej samodzielną przednio-boczną gałąź końcową, ale może także odchodzić od niej wspólnym pniem z tętnicą pośladkową górną i tętnicą pośladkową dolną lub z samą tętnicą pośladkową dolną. Od tej ostatniej tętnica sromowa wewnętrzna jest cieńsza, mając średnicę około 2,5 mm.
Gałęzie boczne tętnicy sromowej wewnętrznej:
- gałęzie trzewne do pęcherza moczowego, odbytnicy i gruczołu krokowego,
- gałęzie mięśniowe do mięśni okolicy pośladkowej,
- tętnica odbytnicza dolna,
- tętnica kroczowa,
- tętnica opuszki prącia (u mężczyzn) lub tętnica opuszki przedsionka pochwy (u kobiet),
- tętnica cewki moczowej.

Gałęzie końcowe:
- tętnica głęboka prącia (u mężczyzn) lub tętnica głęboka łechtaczki (u kobiet),
- tętnica grzbietowa prącia (u mężczyzn) lub tętnica grzbietowa łechtaczki (u kobiet).

Do obszaru unaczynienia przez tętnicę sromową wewnętrzną należy krocze i (częściowo) narządy płciowe zewnętrzne. Wspólnie z nią przebiega żyła sromowa wewnętrzna (początkowo jako dwie żyły, łączące się następnie w jeden pień) i nerw sromowy.